# کوه هیلابی
کوه هیلابی (به لاتین: Mount Hillaby) یک کوه در باربادوس است که در سنت آندرو، باربادوس واقع شده‌است. کوه هیلابی ۳۴۰ متر بالاتر از سطح دریا واقع شده‌است.